# Peronella de Bigorra
Peronella de Bigorra, en occità Peronelha de Bigòrra (1175? – Escala Dieu, 1251), comtessa de Bigorra i vescomtessa de Marsan (1190-1251),
Va passar la infantesa a Muret fins al 1190 quan la seva mare fou repudiada i enviada en exili a Bigorra i Peronella la va acompanyar. Succeí la seva mare sota la tutela d'Alfons el Cast, que va obligar a Bernat IV de Comenge a abdicar en la filla quan la mare encara vivia (la mare va morir el 1194), i la va prometre a Gastó VI, vescomte de Bearn, el 1192. Aquest prengué tot seguit el títol de comte de Bigorra malgrat que el matrimoni no s'acomplí fins a l'1 de juny de 1196; Peronella no va intervenir en el govern del comtat i està absent de la documentació coneguda.
Havent mort Gastó el 1214, Peronella es casà, sota indicació prèvia del rei català amb el comte Nunó Sanç de Rosselló i de Cerdanya (1215), però com que mort el rei català a Muret (1213) l'home fort havia esdevingut Simó IV de Montfort aquest va pressionar a Peronella perquè es casés amb el seu segon fill, Guiu de Montfort, i al papa per declarar nul el matrimoni amb Nunó Sanç I; aquest matrimoni fou efectivament anul·lat pel papa i Peronella es va acabar amb Guiu a Tarbes el 1216. D'aquest matrimoni nasqueren dues filles: Alícia i Peronella.
Mort Guiu el 1220 en el setge de Castellnou d'Arri, Peronella es va casar amb Aïmar de Rançon un cavaller dels Montfort, i, mort aquest també al setge d'Avinyó (1226), amb Bosó de Matha, senyor de Cognac, amb el que es va instal·lar a Bigorra, però que igualment premorí (1247).
Peronella va morir el 1251 al monestir cistercenc de l'Escala Dieu, al nord-est de Banhèras de Bigòrra, i hi fou enterrada. La va succeir el seu net Esquivat, fill de la filla Alix o Alícia de Montfort i de Jordà de Chabanès. La filla Mata de Matha va rebre el vescomtat de Marsan.

## Família
filla de la comtessa Beatriu III de Bigorra i del comte Bernat IV de Comenge. Es va casar:
- El 1196 amb Gastó VI de Bearn († 1214), sense fills.
- El 1215 amb Nunó Sanç I de Rosselló i Cerdanya, però el matrimoni fou anul·lat abans de tenir fills
- El 1216 amb Guiu de Montfort amb el que va estar casada quatre anys i va tenir dues filles:

- Alix o Alícia de Bigorra († 1255), comtessa de Bigorra, casada a Jordà Esquivat de Chabanès, i després a Raül de Courtenay, senyor de Champigneulles.
- Peronella de Montfort, casada amb Raül de la Roche-Tesson.

- El 1222 amb Eimeric de Rançon († 1224), company d'armes del seu cunyat Amalric IV de Montfort.

- I el 1228 amb Bosó de Matha († 1247), senyor de Cognac, del que va tenir a Mata de Matha († 1273), vescomtessa de Marsan, casada amb Gastó VII, vescomte de Bearn.